# LCN6
LCN6 (англ. Lipocalin 6) – білок, який кодується однойменним геном, розташованим у людей на 9-й хромосомі. Довжина поліпептидного ланцюга білка становить 163 амінокислот, а молекулярна маса — 18 045.
| 10         |  | 20         |  | 30         |  | 40         |  | 50         |
| ---------- |  | ---------- |  | ---------- |  | ---------- |  | ---------- |
| MGGLLLAAFL |  | ALVSVPRAQA |  | VWLGRLDPEQ |  | LLGPWYVLAV |  | ASREKGFAME |
| KDMKNVVGVV |  | VTLTPENNLR |  | TLSSQHGLGG |  | CDQSVMDLIK |  | RNSGWVFENP |
| SIGVLELWVL |  | ATNFRDYAII |  | FTQLEFGDEP |  | FNTVELYSLT |  | ETASQEAMGL |
| FTKWSRSLGF |  | LSQ        |  |            |  |            |  |            |

A: Аланін

C: Цистеїн

D: Аспарагінова кислота

E: Глутамінова кислота

F: Фенілаланін

G: Гліцин

H: Гістидин

I: Ізолейцин

K: Лізин

L: Лейцин

M: Метіонін

N: Аспарагін

P: Пролін

Q: Глутамін

R: Аргінін

S: Серин

T: Треонін

V: Валін

W: Триптофан

Задіяний у такому біологічному процесі, як запліднення. 
Секретований назовні.